# 清水乡 (营山县)
清水乡，是中华人民共和国四川省南充市营山县下辖的一个乡镇级行政单位。2019年10月，撤销福源乡，将其所属行政区域划归清水乡管辖。

## 行政区划
清水乡下辖以下地区：
顶子村、老银村、双井村、万书村、清水村、红岩村和银鸽村、福源村、假角村、丰收村、宝珠村、活佛村、土塘村、胡坪村、水磨村、方咀村、方井村和楼河村。